# ГЕС Тінгамбато
ГЕС Тінгамбато— гідроелектростанція у мексиканському штаті Мехіко. Знаходячись після ГЕС Санта-Барбара, становить нижній ступінь каскаду на річці Тілосток, лівій притоці Кутцамали, яка в свою чергу є правою притокою Бальсас (впадає до Тихого океану на межі штатів Герреро та Мічоакан).
Відпрацьована на станції Санта-Барбара вода потрапляє у розташоване на Тілосток невелике водосховище Санто-Томас, яке має об’єм 6 млн м3 та припустиме коливання рівня поверхні між позначками 1092 та 1098 метрів НРМ. Звідси вона спрямовується через прокладений під лівобережним масивом дериваційний тунель довжиною біля 15 км, який виводить до водосховища Los Pinzanes. Останнє створили над долиною Тілосток за допомогою кам’яно-накидної греблі з бетонним облицюванням висотою 67 метрів, яка потербувала 308 тис м3 породи. Вона утримує балансувальний резервуар з об’ємом 3,7 млн м3, звідки ресурс через ще один тунель довжиною біля 4 км спрямовується до підземного машинного залу ГЕС Тінгамбато.
Введена в експлуатацію у 1957 році, станція мала три турбіни типу Френсіс потужністю по 45 МВт, які при напорі у 380 метрів забезпечували виробництво 559 (за іншими даними – 321) млн кВт-год електроенергії на рік.
В 1970-х роках через зростання населення мексиканської столиці вирішили розпочати подачу туди води зі сточища Кутцамали, для чого задіяли споруджені раніше у верхній частині сточища Тілостлок великі резервуари Валле-де-Браво та Вілла -Вікторія. Чотири верхні станції каскаду вивели з експлуатації, а потужність двох нижніх суттєво обмежили. Так, на ГЕС Тінгамбато продовжив роботу лише один гідроагрегат потужністю 45 МВт.